# Lapeyrère (canton)
Pour les articles homonymes, voir Lapeyrère (homonymie).
Lapeyrère est un canton (ancienne division administrative au Québec) situé aujourd'hui dans le territoire non organisé du Lac-Lapeyrère, dans la municipalité régionale de comté de Portneuf, dans la région administrative de la Capitale-Nationale, au Québec, (Canada). Ce canton a été proclamé en 1907. Ce territoire fait partie de la Batiscanie.  

## Géographie
Le Lac Lapeyrère est le plus grand plan d'eau du canton Lapeyrère. Ce canton montagneux est situé à quelque 75 kilomètres au nord-est de Shawinigan. Le territoire de ce canton chevauche les territoires de la réserve faunique de Portneuf et la zec Tawachiche. Le territoire du canton est drainé à l'est par la rivière Batiscan. Le canton comporte une multitude de plans d'eau importants notamment les lacs Garneau, de Travers (altitude 306 m), Robinson (altitude 306 m), Casgrain (altitude 327 m), Tage et Lapeyrère (altitude 308 m).

## Toponymie
La désignation de ce canton soulignait le passage au port de la ville de Québec, en 1906, du Tage, navire de guerre qui était alors commandé par Augustin Boué de Lapeyrère (1852-1924). Ce commandant est devenu vice-amiral en 1908 et ministre français de la Marine de 1909 à 1911. Commandant en chef allié en Méditerranée en 1914, il organisa le blocus de la flotte austro-hongroise en Adriatique.
Le toponyme "Canton Lapeyrère" a été officialisé le 5 décembre 1968 à la Banque des noms de lieux de la Commission de toponymie du Québec.